# Маклен (биљка)
Маклен (Acer monspessulanum L.) је врста јавора, а народни називи су још и жестиљ, жешљика, паклен, тврдак, шестил.... Врста је добила епитет по граду Монпељеу у јужној Француској.

## Опис врсте
Маклен је листопадно дрво или жбун високо 5–15 m округласте, густе круне и дебла пречника до 75 cm, са сивом кором која је код младих стабала глатка, а на старијим доста дебела и ситно, али дубоко испуцала. Изданци су сјајни, црвенкастосмеђи, са црвенкастим лентицелама. Ситни, издужени, тупи, пупољци покривени су бројним јајастим, голим, црвенкастим или црносмеђим љуспама, које су у почетку длакаве. Корен прилагодљив плитким земљиштма стеновитих терена.
Листови наспрамни, кожасти, сјајни, ситнији од осталих јавора, дуги 3–6 cm, широки 3–7 cm, на дршци дугој 2–5 cm. Лист трорежњевит, целог или плитко назубљеног обода са три главна нерва и са срцастом основом, адаксијално тамнозелен, абаксијално светлији, плавкастозелен, у јесен жут. 
Цвасти су растресите гроње у почетку усправне, касније висеће, са мало цветова. 
Ситни, жутозелени петочлани цветови су једнодомни, једнополни, на дугим дршкама. Цвет је са 8 прашника и надцветним синкарпним тучком од две карпеле. Цвета априла- маја са листањем.
Плод шизокарпијум (две крилате орашице које се растављају када су зреле) са леђним линијама крила под оштрим углом; појединачни плод дуг 2–3 cm издужено објајаст, са заобљеним врхом, леђна линија права. Перикарп широко објајаст дебео, благо стиснут, тамносмеђе боје, густо и равноомерно жиличаст. Крила светлије црвенкасто смеђе боје. Плод дозрева у августу- септембру.
Семе углавном округласто, котиледони попречно вишеструко изгужвани. Клијање надземно, котиледони издужени до 25 mm дуги, до 5 mm широки. Примарни листови овални зашиљеног врха, срцолике основе, наредни ражњевити, каснији трорежњевити. Плодови остају на гранама до краја године, треба их сакупити у септембру-октобру. У зависности од године и квалитета урода у једном килограму налази се 15000 до 30000 семена.

## Ареал
Маклен је медитеранска врста и од природе је распрострањен у југозападној Азији (Иран, Сирија), јужној и средњој Европи (Турска, Балкан, Италија, јужна Француска, Шпанија, Португал), и северозападној Африци (Тунис, Алжир, Мароко) у светлим лишћарским шумама на сунчаним стеновитим падинама од низијског региона до 1300 m надморске висине. У Србији јавља се у шумама белог граба (Carpinetum orientalis serbicum Rudski).

## Биоеколошке карактеристике
Расте на сунчаним подручјима на сувом и растреситом кречњачком земљишту. Отпоран је на сушу и спорог је раста.

## Значај
За шумарство у Србији је због спорог раста без значаја. У Јапану га често употребљавају као бонсаи јер је спорорастућа врста малих листова. У озелењавању је погодан за мање просторе због складне, декоративне круне и кожастих листова, а као ксерофит добија на значају због глобалног отопљавања. Може да се примени као жива ограда. Дрво је тврдо, погодно за обраду и огрев.

## Размножавање
Размножава се семеном и вегетативно - калемљењем.